# Wyspa Clippertona

Mapa atolu Clipperton

Wyspa Clippertona (dawniej: Clipperton; fr. Île Clipperton lub nieoficjalnie île de la Passion) – terytorium zależne Francji, niezamieszkany koralowy atol na Oceanie Spokojnym (dawniej administrowany z Polinezji Francuskiej) o powierzchni 6 km², położony 1280 km na południowy zachód od meksykańskiego Acapulco.

## Geografia

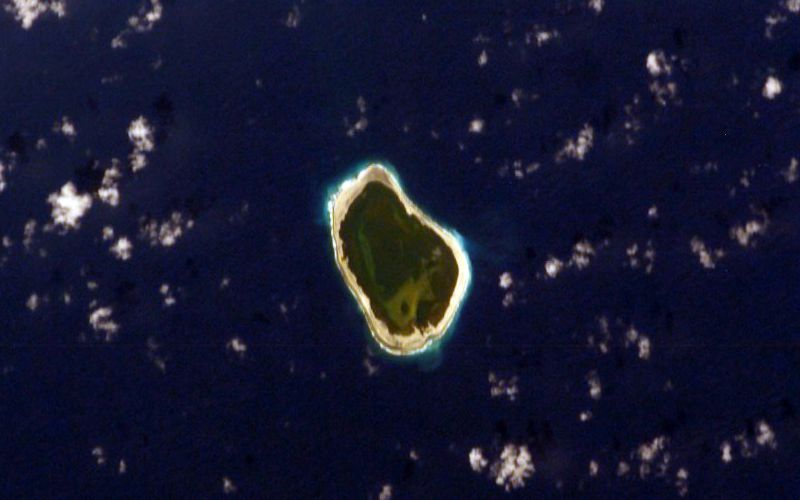
Zdjęcie satelitarne

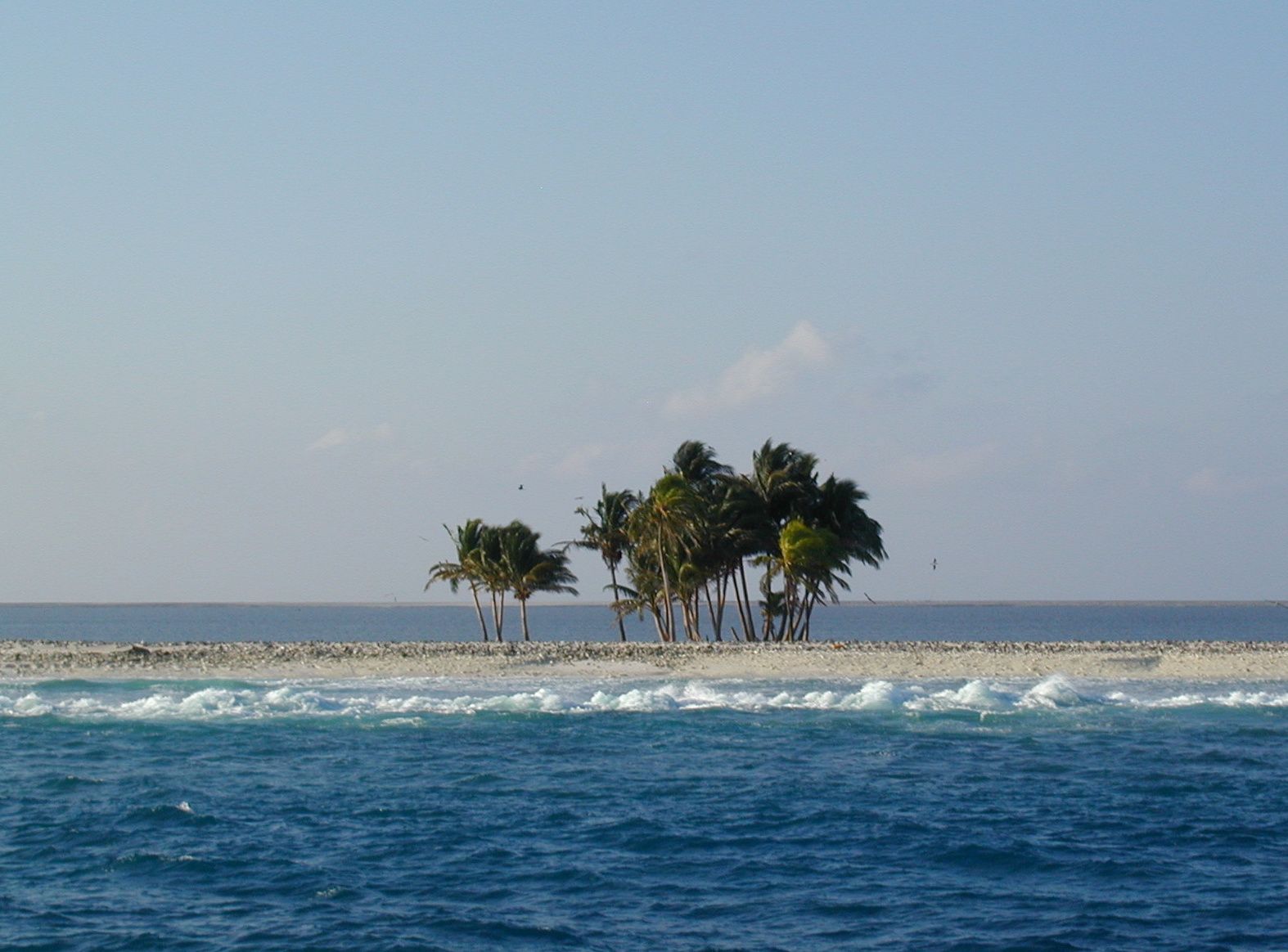
Palmy na Wyspie Clippertona

Wyspa Clippertona geograficznie zaliczana jest do Ameryki Północnej, choć politycznie związana jest z Oceanią. 950 km dzieli ją od najbliższej wyspy – Socorro w meksykańskich wyspach Revillagigedo, zaś od samego kontynentu północnoamerykańskiego – 1080 km (wybrzeże Meksyku koło Menzanillo). Jej odległość od najbliższych wysp w Oceanii wynosi natomiast około 3950 km (Markizy), a od Hawajów dzieli ją zaś około 5000 km.

## Charakterystyka atolu
Lądowy pierścień całkowicie otacza lagunę w kształcie zbliżonym do elipsy o wymiarach 2,4 × 3,8 km i ma 11 km obwodu. Szerokość tego pierścienia wynosi od 50 do 200 m, a powierzchnia lądu ok. 1,7 km². Powierzchnia atolu, uformowana z twardej skały koralowej, wznosi się średnio 3 m n.p.m., jedynie w południowo-wschodnim krańcu laguny wznosi się skała Clipperton Rock o wysokości 29 m, pochodzenia wulkanicznego – najwyższy punkt atolu. Rafy koralowe o szerokości ok. 50 m otaczają atol prawie ze wszystkich stron; jest on dostępny jedynie w dwóch miejscach: od północnego wschodu i południowego zachodu.
Pierwotnie laguna, o powierzchni ok. 7,1 km², posiadała dwa połączenia z oceanem: po stronie północno-wschodniej oraz południowo-wschodniej. W latach 1840–1858 laguna została odcięta od oceanu, zapewne na skutek sztormu. Obecnie laguna nie posiada połączenia z Oceanem. Izolacja wód laguny od oceanu doprowadziła do śmierci wielu koralowców i eutrofizacji środowiska, które w ten sposób tworzy specyficzny ekosystem, w którym np. nie występują żadne ryby. Głębokość laguny w większości nie przekracza 20 m p.p.m. W jej obrębie znajduje się kilka głębszych basenów, jednak wspominana często 90-metrowa głębia (Trou sans fond – „dziura bez dna”) z kwaśną, zawierającą kwas siarkowy wodą przy dnie, pomimo rozległych badań nie została zidentyfikowana.
Na terenie laguny, w pobliżu brzegów atolu, znajduje się łącznie dziesięć wysepek, których sumaryczna powierzchnia nie sięga 5 000 m². Gleba na nich składa się ze żwiru i piasku koralowego, często scementowanego ptasim guanem. Wyróżniają się tu Les îles aux Œufs (Wyspy Jaj), nazwane tak ze względu na mnogość gniazd zamieszkujących je populacji głuptaków.

## Klimat
Wyspa ma tropikalny oceaniczny, wilgotny klimat. Pora deszczowa trwa od maja do października. W tym czasie na wyspie występują tropikalne burze, a atol otrzymuje 80–100 mm opadów dziennie. Przynoszą je silne wiatry południowo-zachodnie. Pasat północno-wschodni wieje rzadziej i przynosi okresy rozpogodzeń. Wilgotność względna utrzymuje się na poziomie 70–100%. Przeciętne temperatury wynoszą 20–32 °C. Otaczające wody oceanu są ciepłe z zachodnim prądem, który płynie bezpośrednio od lądu stałego.

## Flora i fauna
Powierzchnia pierścienia atolu jest w ogromnej większości pozbawiona roślinności. Twardą skałę koralową pokrywa jedynie ok. 20-centymetrowej grubości warstwa luźnych okruchów zwietrzałego koralowca i czerwonawego piasku, zabarwionych na powierzchni na zielono przez glony. Do lat 60. XX w. tylko w jednym miejscu w południowo-zachodniej części wyspy rósł niewielki lasek palm kokosowych (fr. Bois de Bougainville – Las Bougainville’a), posadzony z końcem XIX w. W ciągu dziesięcioleci z rozkładających się liści, owoców kokosowych i ptasich odchodów wytworzyła się w nim cienka warstwa gleby, której grubość nie przekracza 20 cm. Dziś pojedyncze palmy lub ich niewielkie kępy znajdują się jeszcze w kilku innych punktach wyspy. Lokalnie spotykane są również niewielkie płaty roślinności trawiastej. Kilka gatunków roślin zielnych obserwowano okresowo u stóp Skały Clippertona, a budujące ją skały są w wielu miejscach porośnięte przez glony.
W wodach terytorialnych Clipperton stwierdzono występowanie 115 gatunków ryb, ale jedynym przejawem działalności gospodarczej jest połów tuńczyków.

## Historia
Najprawdopodobniej atol został odkryty przez Europejczyków już w XVI w. Mieli tego dokonać żeglarze hiszpańscy. Jedne źródła podają tu ekspedycję Ferdynanda Magellana i rok 1521, co uczyniłoby Clipperton i niektóre wyspy Mikronezji pierwszymi obszarami Pacyfiku, do których dotarli Europejczycy. Inne, że wyspę odkrył Hiszpan Álvaro de Saavedra Cerón 15 listopada 1528 roku. Wyprawa ta została zlecona mu przez Hernána Cortésa, hiszpańskiego konkwistadora w Meksyku, w celu znalezienia drogi z kontynentu amerykańskiego na Filipiny oraz odszukania i uwolnienia załóg statków hiszpańskich, które rozbiły się w pobliżu Wysp Korzennych.
W 1705 r. na atol dotarł John Clipperton, angielski korsarz, skonfliktowany z Williamem Dampierem. Miał on tu uczynić na kilka lat swoją bazę, z której wyruszał w poszukiwaniu hiszpańskich statków, pełnych cennych ładunków. Przez długi czas krążyły pogłoski, że Clipperton ukrył na atolu wiele skarbów. W marcu 1711 r. francuskie fregaty „La Princesse” i „La Découverte”, dowodzone przez Martina de Chassiron i Michela du Bocage, wyruszyły z wybrzeży Peru do Chin w poszukiwaniu jedwabiu i złota. Po drodze królewscy żeglarze zobaczyli na środku oceanu wyłaniającą się znikąd wyspę, którą ochrzcili jako Wyspę Męki Pańskiej (fr. Île de la Passion), ponieważ odkryli ją w Wielki Piątek (wówczas 3 kwietnia), dzień męki Chrystusa. Sporządzili oni pierwszą mapę i zajęli atol dla Francji. Pierwsza ekspedycja naukowa miała miejsce w 1725 r. Prowadzona była ponownie przez M. Bocage’a, który spędził na wyspie kilka miesięcy.
W 1858 r. Francja formalnie zgłosiła roszczenia do atolu i zaanektowała go. Wyspa została wcielona w skład Kolonii Oceanii, czyli późniejszej Polinezji Francuskiej. W tym czasie armator z Hawru, Lockhardt, otrzymał od Napoleona III monopol na eksploatację guana na atolu. Okazało się jednak, że złoża tego nawozu na wyspie są zbyt małe, by ich eksploatacja była opłacalna. W roku 1895 próbę eksploatacji guana podjęła tu brytyjska Pacific Islands Company (później Nauruańska Korporacja Fosforytowa). Francuzi nie dopuścili jednak do penetracji atolu przez konkurencję. Równolegle z interwencją na drodze dyplomatycznej wysłali w rejon wyspy Clippertona swój krążownik. Gdy przedsiębiorcy zrezygnowali z prac, a okręt francuski odpłynął, w 1897 r. atol zajął Meksyk, a w 1906 r. wybudował na nim niewielką latarnię morską i zostawił tam strażników. Aby podkreślić meksykańską suwerenność nad atolem, w 1907 roku meksykański prezydent Porfirio Díaz wysłał tam mały oddział złożony z jedenastu żołnierzy wraz z żonami, pod rozkazami kapitana Ramona Arnauda. Meksykańska marynarka miała dostarczać na wyspę paliwo do palnika latarni, wodę, prowiant i inne niezbędne do życia produkty trzy razy do roku, jednak dostawy przerwano. Zapomniani w ferworze kolejnych przewrotów rządowych Meksykanie w większości wymarli, a niedobitków zabrała w lipcu 1917 r. amerykańska kanonierka USS Yorktown.
W następnych latach własność wyspy była przedmiotem sporu między Francją a Meksykiem. W końcu Francja zwróciła się w 1930 r. do Watykanu o rozstrzygnięcie sporu, kto jest właścicielem samotnego atolu. Stolica papieska przekazała temat do rozstrzygnięcia królowi Włoch, Wiktorowi Emanuelowi III, który ostatecznie w 1931 r. przyznał atol Francji.
W 1935 roku z wyspy utworzono osobną posiadłość (Domaine public de l’État français) administrowaną przez Wysokiego Komisarza Francji w Polinezji Francuskiej. Kiedy Clipperton został ostatecznie uznany za własność francuską, odbudowano dawną latarnię morską, a Francuzi założyli na wyspie placówkę wojskową. Placówka pozostała tam tylko przez siedem lat, po czym Francuzi ją opuścili.
Pod koniec lat 30. XX w. atol był dwukrotnie odwiedzany przez prezydenta Franklina D. Roosevelta, który chciał, aby został on przejęty przez USA i był wykorzystywany jako baza lotnicza na Pacyfiku. Plany te jednak nie zostały wówczas zrealizowane. Natomiast w roku 1944 w trakcie tajnej operacji armii amerykańskiej na wyspę przybyła niewielka załoga wojskowa. Do 1945 r. funkcjonowały tu stacja meteorologiczna, niewielki skład amunicji, a szeroki pas plaży w północno-zachodniej części atolu wykorzystywany był jako lądowisko dla samolotów.
W 2007 roku administracja wyspą została przekazana bezpośrednio francuskiemu rządowi, a administratorem jest Minister Terytoriów Zamorskich. Od tego czasu wyspa nie posiada formalnie żadnych powiązań z Polinezją Francuską.